# Trematodon laetevirens
Trematodon laetevirens là một loài rêu trong họ Bruchiaceae. Loài này được Hakelier & J.-P. Frahm mô tả khoa học đầu tiên năm 1976.